# Nitrate d'hydrazine
Le nitrate d'hydrazine est un composé hygroscopique de formule N2H4·HNO3. Il est utilisé comme oxydant dans des explosifs liquides. Il existe sous deux formes cristallines : la forme stable α et la forme instable β.

## Synthèse
Le nitrate d'hydrazine a été synthétisé pour la première fois en 1989 en Allemagne. Il peut être synthétisé par réaction entre l'hydrazine (anhydre, en solution dans du méthanol) et l'acide nitrique à basse température (température maintenue en dessous de 0 °C). Le recours à l'hydrate d'hydrazine plutôt qu'à l'hydrazine permet de réduire les coûts.

## Propriété
La solubilité du nitrate d'hydrazine est faible dans les alcools mais bien meilleure dans l'eau et l'hydrazine. Il est  très hygroscopique, juste un peu moins que le nitrate d'ammonium. Sa perte de poids à 100 °C est plus faible que celle du nitrate d'ammonium. Son point d'explosion est à 307 °C (50 % détonation) et l'énergie d'explosion est de 3,829 MJ/kg.
Les produits de sa détonation sont gazeux et de faible poids moléculaire également car il ne possède pas d'atome de carbone dans sa structure.